# IHF Super Globe 2022
L'IHF Super Globe 2022 è stata la quindicesima edizione del Mondiale per Club di pallamano. Il torneo si è 
disputato per il terzo anno di fila in Arabia Saudita, ma questa volta a Dammam.
La competizione è stata vinta per la seconda volta nella sua storia dal Magdeburgo, che in finale ha sconfitto il Barcellona, che ha così difeso il titolo vinto nel 2021.

## Squadre partecipanti
Alla competizione prendono parte i campioni continentali provenienti dall'AHF (Asia), dalla CAHB (Africa), dalla EHF (Europa), dall'OHF (Oceania) e dalla PATHF (Nord e Sud America).
| Squadra                | Qualificata come                                  |
| ---------------------- | ------------------------------------------------- |
| SC Magdeburgo          | Detentore                                         |
| Al Ahly                | Vincitore CL Africana                             |
| Al Kuwait              | Vincitore CL Asiatica                             |
| Sydney University      | Vincitori CL dell'Oceania                         |
| Handebol Clube Taubaté | Vincitore CL Panamericana                         |
| Barcelona              | Vincitore EHF Champions League                    |
| Espérance de Tunis     | Vincitore Arab Handball Championship of Champions |
| Club Ministros         | Vincitore CL Nordamericana                        |
| Mudhar HC              | Ospitanti                                         |
| Khaleej                | Ospitanti                                         |
| Łomża Industria Kielce | Wildcard                                          |
| SL Benfica             | Wildcard                                          |

## Fase a gironi

### Girone A

#### Classifica
| Pos | Squadra           | G | V | N | P | GF | GS | DG  | Pt | Qualificazione |
| --- | ----------------- | - | - | - | - | -- | -- | --- | -- | -------------- |
| 1   | SC Magdeburgo     | 2 | 2 | 0 | 0 | 76 | 52 | +24 | 4  | Semifinali     |
| 2   | Khaleej           | 2 | 1 | 0 | 1 | 64 | 56 | +8  | 2  | 5º–8º posto    |
| 3   | Sydney University | 2 | 0 | 0 | 2 | 44 | 76 | −32 | 0  | 9º–12º posto   |

#### Risultati
| Arbitri: | Y. Belkhiri D. Sok A. Marín |

|           |           |             |
| Mertens 7 | Marcatori | De Kuyper 5 |

| Arbitri: | J. Grillo M. Salah B. Lah |

|                 |           |             |
| tre giocatori 3 | Marcatori | Al Sayyad 6 |

| Arbitri: | I. García A. Marín |

|                       |           |           |
| Mertens, Pettersson 5 | Marcatori | Kaddah 11 |

### Girone B

#### Classifica
| Pos | Squadra    | G | V | N | P | GF | GS | DG  | Pt | Qualificazione |
| --- | ---------- | - | - | - | - | -- | -- | --- | -- | -------------- |
| 1   | Al Ahly    | 2 | 2 | 0 | 0 | 65 | 58 | +7  | 4  | Semifinali     |
| 2   | SL Benfica | 2 | 1 | 0 | 1 | 67 | 56 | +11 | 2  | 5º–8º posto    |
| 3   | Mudhar     | 2 | 0 | 0 | 2 | 57 | 75 | −18 | 0  | 9º–12º posto   |

#### Risultati
| Arbitri: | J. Madsen I. García S. Lee |

|           |           |            |
| Dahroug 9 | Marcatori | Bannour 10 |

| Arbitri: | S. Lenci M. Gubica J. Novotný |

|           |           |          |
| Kahllaf 6 | Marcatori | Rahmel 8 |

| Arbitri: | V. Horáček J. Novotný |

|          |           |          |
| Hassan 8 | Marcatori | Đorđić 9 |

### Girone C

#### Classifica
| Pos | Squadra                | G | V | N | P | GF | GS | DG  | Pt | Qualificazione |
| --- | ---------------------- | - | - | - | - | -- | -- | --- | -- | -------------- |
| 1   | Łomża Industria Kielce | 2 | 2 | 0 | 0 | 86 | 56 | +30 | 4  | Semifinali     |
| 2   | Handebol Taubaté       | 2 | 1 | 0 | 1 | 62 | 67 | −5  | 2  | 5º–8º posto    |
| 3   | Al Kuwait              | 2 | 0 | 0 | 2 | 54 | 79 | −25 | 0  | 9º–12º posto   |

#### Risultati
| Arbitri: | M. Hansen A. Brunner B. Lah |

|         |           |         |
| Filho 6 | Marcatori | Saleh 7 |

| Arbitri: | B. Milošević B. Koo R. Schulze |

|             |           |           |
| Hernández 6 | Marcatori | Tournat 9 |

| Arbitri: | Y. Belkhiri S. A. Hamidi |

|                    |           |                       |
| Rodrigues, Teles 4 | Marcatori | A. Dujshebaev, Nahi 6 |

### Girone D

#### Classifica
| Pos | Squadra            | G | V | N | P | GF | GS | DG  | Pt | Qualificazione |
| --- | ------------------ | - | - | - | - | -- | -- | --- | -- | -------------- |
| 1   | Barcelona          | 2 | 2 | 0 | 0 | 87 | 42 | +45 | 4  | Semifinali     |
| 2   | Espérance de Tunis | 2 | 1 | 0 | 1 | 70 | 58 | +12 | 2  | 5º–8º posto    |
| 3   | Club Ministros     | 2 | 0 | 0 | 2 | 39 | 96 | −57 | 0  | 9º–12º posto   |

#### Risultati
| Arbitri: | S. A. Hamidi J. Grillo B. Koo |

|               |           |                |
| Urdangarin 12 | Marcatori | Sánchez Haas 4 |

| Arbitri: | V. Horáček T. Tönnies B. Koo |

|                             |           |         |
| Muñiz Gómez, Sánchez Haas 4 | Marcatori | Toumi 8 |

| Arbitri: | R. Schulze T. Tönnies |

|            |           |             |
| Fabregas 7 | Marcatori | Ben Salah 7 |

## Fase ad eliminazione diretta

### Piazzamenti 9º-12º posto

#### Semifinali
| Arbitri: | S. Lenci J. Grillo |

|             |           |          |
| Eisenhuth 6 | Marcatori | Acacio 8 |

| Arbitri: | B. Koo S. Lee |

|          |           |                |
| Saleh 12 | Marcatori | Sánchez Haas 6 |

#### Finale 11º posto
| Arbitri: | Y. Belkhiri S. A. Hamidi |

|         |           |                        |
| Dippe 9 | Marcatori | Ávalos, Sánchez Haas 5 |

#### Finale 9º posto
| Arbitri: | J. Madsen M. Hansen |

|           |           |          |
| Bannour 5 | Marcatori | Saleh 16 |

### Piazzamenti 5º-8º posto

#### Semifinali
| Arbitri: | J. Madsen M. Hansen |

|           |           |          |
| Kaddah 14 | Marcatori | Đorđić 8 |

| Arbitri: | A. Brunner M. Salah |

|              |           |                 |
| De Andrade 6 | Marcatori | tre giocatori 5 |

#### Finale 7º posto
| Arbitri: | I. García A. Marín |

|         |           |         |
| Bingo 6 | Marcatori | Monte 7 |

#### Finale 5º posto
| Arbitri: | S. Lenci J. Grillo |

|           |           |           |
| Kaddah 16 | Marcatori | Abdelli 9 |

### Semifinali
| Arbitri: | B. Lah D. Sok |

|             |           |           |
| Magnússon 8 | Marcatori | Mahmoud 7 |

| Arbitri: | M. Gubica S. Milošević |

|                          |           |           |
| D. Dujshebaev, Torunat 5 | Marcatori | Cindrić 6 |

### Finale 3º posto
| Arbitri: | R. Schulze T. Tönnies |

|           |           |           |
| Mesilhy 5 | Marcatori | Tournat 8 |

### Finale
| Arbitri: | V. Horáček J. Novotný |

|              |           |          |
| Magnússon 12 | Marcatori | Gómez 10 |